# Portada/efemèride maig 11
La Tate Modern
« 10 de maig · 11 de maig · 12 de maig »